# Maxime Spano-Rahou
Maxime Spano-Rahou, né le 31 octobre 1994 à Aubagne, est un footballeur algérien. Il évolue au FK Kauno Žalgiris au poste de défenseur.
Il a un frère jumeau, Romain Spano-Rahou, qui est également footballeur professionnel.

## Biographie
Maxime Spano-Rahou est originaire d'Aubagne. Son père est italien et sa mère algérienne. Au cours de sa formation, il passe par le Luynes Sports (club d'Aix-en-Provence), l'AS Cannes puis le Nîmes Olympique. En 2013, il rejoint l'ES Pennoise qui évolue en CFA 2, où il joue 18 matchs de championnat. 
L'année suivante, il est repéré par le Toulouse FC. Le 24 octobre 2014, il joue son premier match professionnel en Ligue 1 lors de la réception du RC Lens, il rentre à la 44e minute en remplaçant Dušan Veškovac. Quatre jours plus tard, il est titulaire en Coupe de la ligue face aux Girondins de Bordeaux. Il apparaît ensuite à deux reprises sous le maillot du TFC, notamment lors d'un match face au Lille OSC, dans lequel il est expulsé au bout de seulement 39 secondes de jeu, soit l'un des cartons rouges les plus rapides de l'histoire du championnat. La saison suivante est plus compliquée pour lui, il ne joue qu'avec l'équipe réserve en CFA 2 et ne joue pas la moindre minute avec les pros.
En 2016, il rejoint alors le Grenoble Foot 38 en CFA. Il fait ses débuts sous ses nouvelles couleurs le 13 août 2016, face aux Monts d'Or. Le 11 mars 2017, il marque ses deux premiers buts en championnat face à Villefranche. Il est un titulaire indiscutable dans le 11 d'Olivier Guégan qui termine premier de son groupe de CFA. L'année suivante est plus compliquée, puisqu'il ne joue que neuf matchs en National en raison de deux blessures qui l'ont éloigné des terrains durant six mois mais, en fin de saison, il participe aux barrages d'accession en Ligue 2 face au Football Bourg-en-Bresse Péronnas 01. Grenoble en sort victorieux et connaît une deuxième montée consécutive. En Ligue 2, Spano est titulaire et hérite du brassard de capitaine.
En fin de contrat avec Grenoble en juin 2019, il s'engage avec le Valenciennes FC pour trois saisons. Il y retrouve Olivier Guégan, l'entraîneur avec lequel il avait connu deux montées d'affilée avec le GF38. Sa premiere saison est éxcellente puisqu'il est un titulaire indiscutable et participe au 28 rencontres en autant de journées et fera partie de l'équipe type du diffuseur Bein sport. 
Il est appelé en sélection algérienne en novembre 2019 et octobre 2020.

## Statistiques
| Saison                | Club                  | Championnat           | Championnat | Championnat | Championnat | Coupe nationale | Coupe nationale | Coupe nationale | Coupe de la Ligue | Coupe de la Ligue | Coupe de la Ligue | Total | Total | Total |
| Saison                | Club                  | Division              | M.          | B.          | P.d.        | M.              | B.              | P.d.            | M.                | B.                | P.d.              | M.    | B.    | P.d.  |
| 2014-2015             | Toulouse FC           | Ligue 1               | 3           | 0           | 0           | -               | -               | -               | 1                 | 0                 | 0                 | 4     | 0     | 0     |
| 2015-2016             | Toulouse FC           | Ligue 1               | -           | -           | -           | -               | -               | -               | -                 | -                 | -                 | 0     | 0     | 0     |
| Sous-total            | Sous-total            | Sous-total            | 3           | 0           | 0           | -               | -               | -               | 1                 | 0                 | 0                 | 4     | 0     | 0     |
| 2016-2017             | Grenoble Foot         | CFA                   | 28          | 2           | 0           | 6               | 1               | 0               | -                 | -                 | -                 | 34    | 3     | 0     |
| 2017-2018             | Grenoble Foot         | National              | 9+2         | 0           | 0           | 1               | 1               | 0               | -                 | -                 | -                 | 12    | 1     | 0     |
| 2018-2019             | Grenoble Foot         | Ligue 2               | 27          | 1           | 0           | 1               | 0               | 0               | -                 | -                 | -                 | 28    | 1     | 0     |
| Sous-total            | Sous-total            | Sous-total            | 66          | 3           | 0           | 8               | 2               | 0               | -                 | -                 | -                 | 74    | 5     | 0     |
| 2019-2020             | Valenciennes FC       | Ligue 2               | 28          | 0           | 0           | 1               | 0               | 0               | 1                 | 0                 | 0                 | 30    | 0     | 0     |
| 2020-2021             | Valenciennes FC       | Ligue 2               | 24          | 0           | 0           | -               | -               | -               | -                 | -                 | -                 | 24    | 0     | 0     |
| 2021-2022             | Valenciennes FC       | Ligue 2               | 6           | 0           | 0           | 2               | 0               | 0               | -                 | -                 | -                 | 8     | 0     | 0     |
| Sous-total            | Sous-total            | Sous-total            | 58          | 0           | 0           | 3               | 0               | 0               | 1                 | 0                 | 0                 | 62    | 0     | 0     |
| Total sur la carrière | Total sur la carrière | Total sur la carrière | 121         | 3           | 0           | 11              | 2               | 0               | 2                 | 0                 | 0                 | 134   | 5     | 0     |